# Victor J. Stenger

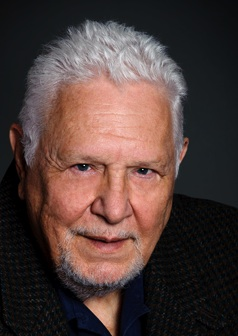
Victor J. Stenger

Victor John Stenger (* 29. Januar 1935 in Bayonne, New Jersey; † 27. August 2014 in Hawaii) war ein US-amerikanischer Elektroingenieur, Physiker, Astronomieprofessor und atheistischer Aktivist. Bekanntheit erlangte er für seine Kritik an sogenannten Pseudowissenschaften und vor allem am religiös motivierten Intelligent Design.

## Leben
Stenger wuchs in New Jersey auf. Er wendet sich gegen die Vorstellung, dass mystisch-übernatürliche Phänomene für den freien Willen oder das Bewusstsein nötig seien. Vielmehr ließen sich wissenschaftliche Erklärungen finden. Sein Buch „God: The Failed Hypothesis“ war in den Vereinigten Staaten ein Bestseller.
Stenger war Mitglied des Committee for Skeptical Inquiry (CSI vormals CSICOP), einer Organisation der Skeptikerbewegung.

## Werk (Auswahl)
- The New Atheism. Taking a Stand for Science and Reason. 1. Auflage. Amherst, New York 2009, ISBN 978-1-59102-751-5.
- God: The Failed Hypothesis. How Science Shows That God Does Not Exist. 1. Auflage. Amherst, New York 2007, ISBN 978-1-59102-481-1.
- Is the Brain a Quantum Device? (2008)